# مقاطعة وير (جورجيا)
مقاطعة وير (بالإنجليزية: Ware County)‏ هي إحدى المقاطعات في ولاية جورجيا في الولايات المتحدة الأمريكية.